# Patrick Herrmann (calciatore 1988)
Patrick Herrmann (Berlino, 16 marzo 1988) è un ex calciatore tedesco, di urolo difensore.

## Palmarès

### Club

#### Competizioni nazionali
- 3. Liga: 1

Osnabrück: 2009-2010
- Fußball-Regionalliga: 1

Holstein Kiel: 2012-2013 (girone nord)